# トーマス・ウェブスター
トーマス・ウェブスター（Thomas Webster RA、1800年3月10日 – 1886年9月23日）は、イギリスの画家である。学校や村の生活を描いた風俗画で人気があった。多くの画家集まったケント州のクランブルックの芸術家村(Cranbrook Colony)で長年、活動した。

## 略歴
ロンドンに生まれた。父親は国王ジョージ3世の邸の使用人であった。音楽の才能を示し、ウィンザー城のセントジョージ礼拝堂や、ロンドンのセント・ジェームズ宮殿のチャペル・ロイヤルの聖歌隊員になった。画家になるために、音楽を止め、1821年にロイヤル・アカデミー・オブ・アーツの美術学校に入学し、1824年には展覧会に肖像画を出展し、翌年美術学校の展覧会で1等を受賞した。
1828年にロイヤル・アカデミー・オブ・アーツの展覧会に学校の生活を描いた作品を出展し、アカデミーの展覧会や民間展覧会「British Institution」に多くの作品を出展した。1840年にロイヤル・アカデミーの準会員に選ばれ、1846年に正会員に選ばれた。アカデミーの展覧会には76歳になるまで出展を続け、1876年に引退し退会した。1878年に自画像を描き、1879年に最後の作品を描いた。
1835年から1856年の間はロンドンのケンジントンに住んだが、その後の30年間はケント州のクランブルックの芸術家村(Cranbrook Colony)で過ごした。クランブルックではジョージ・オニール(George Bernard O'Neill: 1828–1917)やフレデリク・ダニエル・ハーディ(1827-1911)といった画家が活動していた。1886年にクランブルックで亡くなった。
学校の生徒や、村の人々といった題材で風俗画を描き、作品は版画にされて出版され人気があった。1838年から1878年までロンドンで版画を出版した「The Etching Club」の会員でもあった。

## 作品

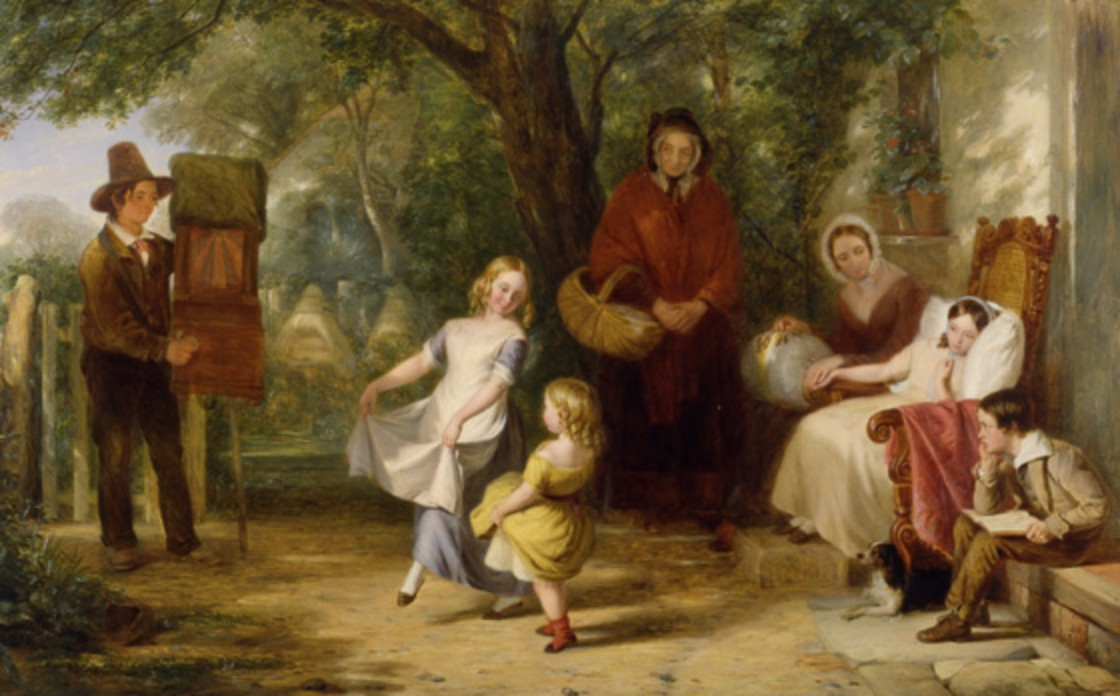
「病気と健康」(1843)
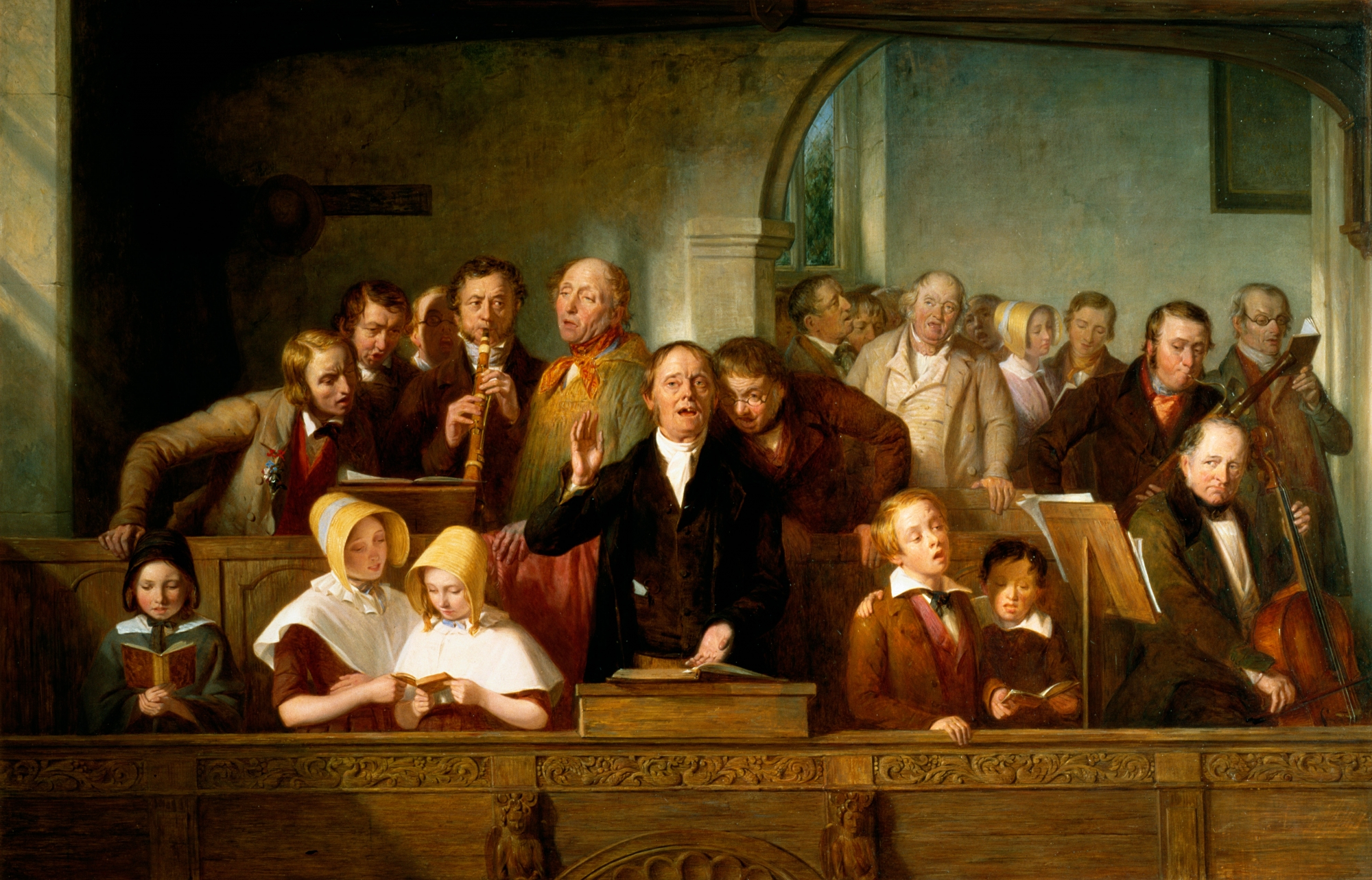
「村の合唱団」(1843)　ヴィクトリア&アルバート博物館蔵
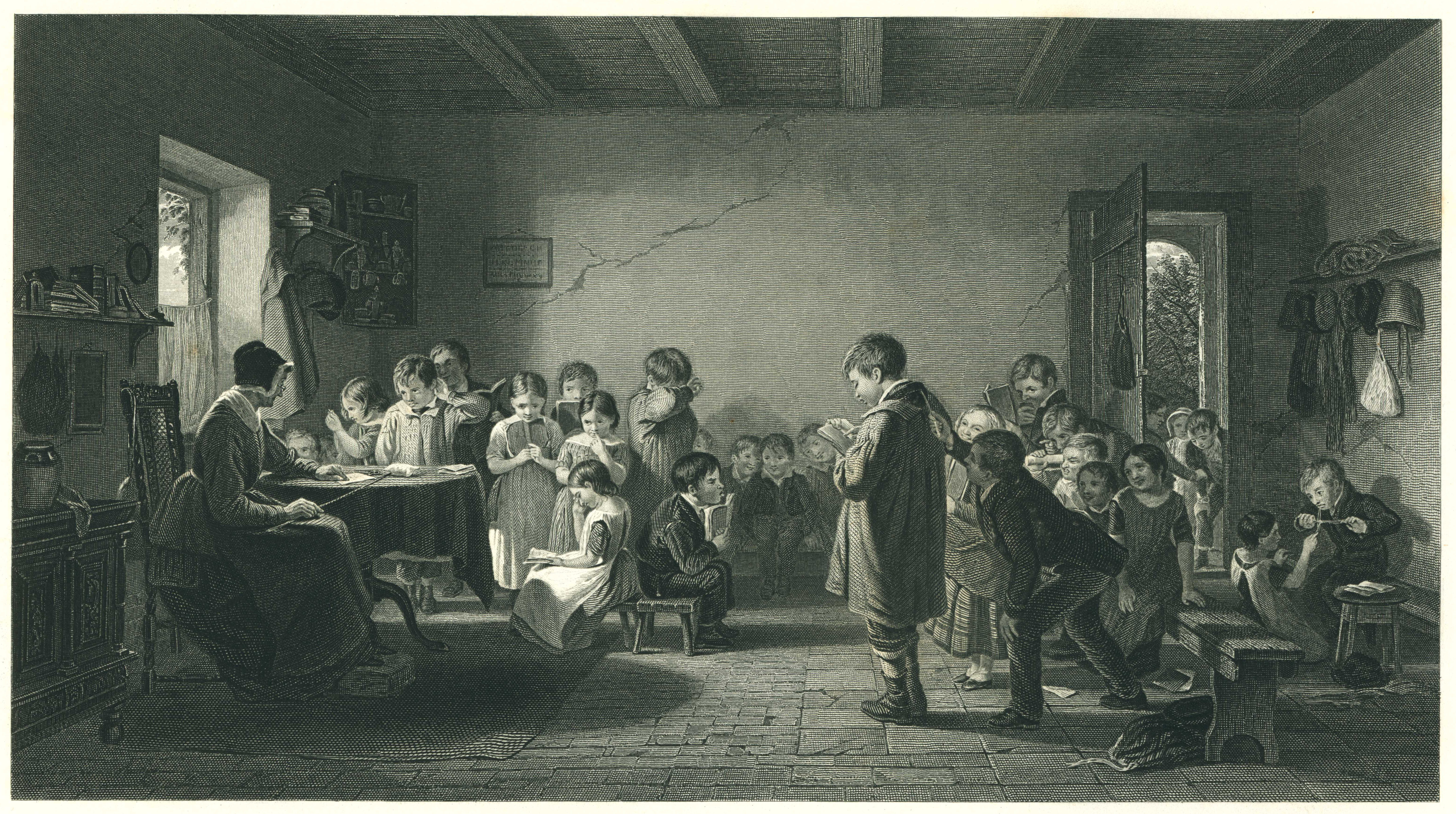
村の学校(c.1866) ウェブスターの原画による版画